# The Hawthorns
The Hawthorns je fotbalový stadion, který se nachází v anglickém West Bromwich. Své domácí zápasy zde odehrává ligový klub West Bromwich Albion FC. Všechny místa na stadionu jsou k sezení. Kapacita stadionu je 26 850 diváků. West Bromwich Albion hrál na Hawthorns poprvé v roce 1900. Stadion se svou nadmořskou výškou 168 m je nejvýše položeným stadionem v Premier League.

## Historie
Poté, co klub ukončil své působení na Stoney Lane, měl přání přestěhovat se natrvalo na větší a prostornější stadion. Do té doby byly všechny prostory, kde klub hrál v centru města, ovšem 14. května 1900 podepsal klub smlouvu o pronájmu pozemků na hranicích Handsworth, s tím že klub do roku 1914 pozemky odkoupí, stalo se tak v červnu 1913.
První zápas na The Hawthorns se konal třetího září v roce 1900, ve kterém hrál West Bromwich Albion s Derby County nerozhodně 1:1.
Nejméně diváků v historii stadionu bylo na utkání West Bromwiche a Sheffield United FC, ve kterém West Bromwich prohrál, ten den sledoval utkání pouhých 1 500 diváků, v té době hrál West Bromwich Football League Second Division. Naopak nejvyšší návštěva byla na čtvrtfinále FA Cupu, ve kterém se utkal domácí celek West Bromwiche a Arsenalu, domácí vyhráli 3:1, toto utkání vidělo 64 815 diváků.